# 코리 파커 로빈슨
코리 파커 로빈슨(Corey Parker Robinson, 1975년 2월 9일 ~ )은 미국의 배우, 텔레비전 배우이다.
워싱턴 D.C.에서 태어났다.

## 영화
- 아마추어 (2018년)
- 언스토퍼블 (2010년)
- 씨 노 이블 (2006년)
- 더 와이어 시즌1 (2002년)
- ER (1994년)